# Iglesia de San Francisco de Asís (La Plata)
La Iglesia San Francisco de Asís está localizada en la ciudad de La Plata, en la calle 12, N.º 1773, entre 68 y 69, provincia de Buenos Aires, Argentina. El templo fue declarado Monumento Histórico Provincial en 1975 al haber sido el lugar donde contrajeron enlace Juan Domingo Perón y Eva Duarte, el 10 de diciembre de 1945.

## Historia

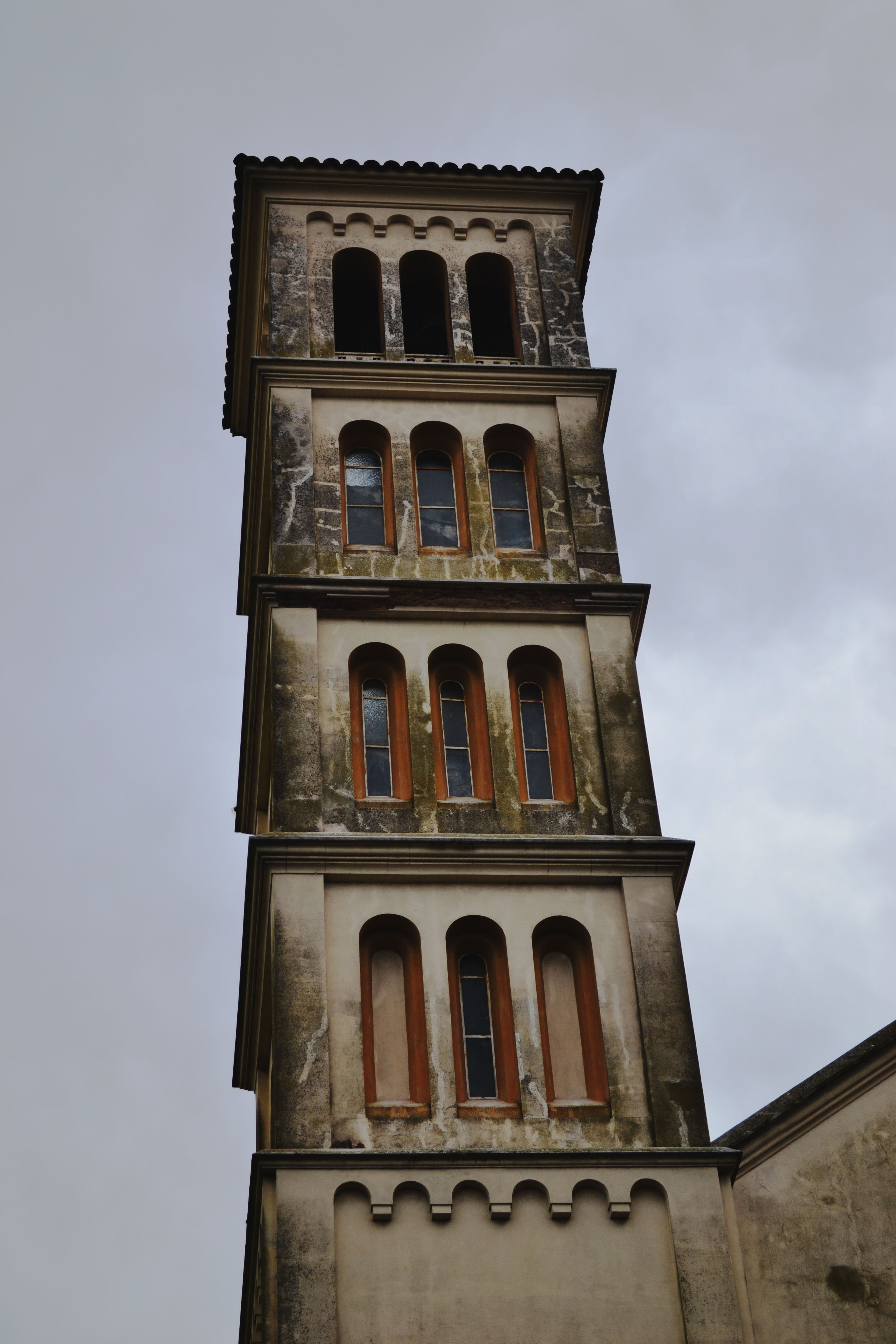
El campanario de estilo románico.

Fue construida a partir de 1885 por el Ing. Santiago Botillana, de acuerdo a un neto estilo neo-románico. En el año 1888 se inauguró la escuela y en el año 1889 el convento, siendo el primero de esa congregación en la nueva capital provincial.
En 1902 el edificio primitivo sufrió un incendio y fue reedificado el mismo año, y en 1922 fue erigido como sede parroquial por decreto de S.S.I. Monseñor Francisco Alberti el 1.º de noviembre de 1922. El 10 de diciembre de 1945 Juan Perón y Eva Duarte contrajeron enlace, siendo testigos Domingo Mercante y Juana Ibarguren. La ceremonia fue íntima por pedido de Perón y sucedió a un intento que debió ser suspendido por la cantidad de público. En aquel entonces, el párroco era Alejandro Díaz.  Ese mismo año fue construida la torre principal de su frente, que no formaba parte del proyecto original de 1885.
La Iglesia fue declarada Monumento Histórico Provincial en 1975, aunque a partir del 24 de marzo de 1976 la Junta Militar la eliminó del catálogo de monumentos históricos. En 1987, al asumir el gobernador Antonio Cafiero, se le reincorpora al catálogo de monumentos históricos.
El templo fue bendecido el 30 de noviembre de 1920 por Monseñor Juan N. Terrero, posee en su interior el Camarín de la Virgen de la Rosa. La imagen fue adquirida en un anticuario en Constantinopla en 1925 por el señor Mario Macchi.
Pertenece a la congregación de los franciscanos.
En 2020, párroco es el Pbro. Jorge López Ibáñez.